# Balaclava (singolo)
Balaclava è un singolo del rapper italiano Tony Effe, pubblicato il 3 settembre 2021 come primo estratto dalla riedizione del primo album in studio Untouchable.

## Descrizione
Il brano vede la partecipazione del rapper italiano Capo Plaza.

## Tracce
Testi di Nicolò Rapisarda e Luca D'Orso, musiche di Diego Vincenzo Vettraino, Francesco Avallone e Luca Antonio Barker.
1. Balaclava – 3:07

## Classifiche
| Classifica (2021) | Posizione massima |
| ----------------- | ----------------- |
| Italia            | 30                |